# Henri Moreno
Henri Eugène Ernest Moreno (* 25. Januar 1878 in Narbonne; † 1950) war ein französischer Turner.

## Leben
Henri Moreno belegte bei den Olympischen Sommerspielen 1900 in Paris in dem als „Championnat International de Gymnastique“ bezeichneten Einzelmehrkampf den 18. Platz.